# Plorar d'alegria
Plorar d'alegria (títol original: Cry for Happy) és una pel·lícula de comèdia estatunidenca en Cinemascope de 1961 dirigida per George Marshall i protagonitzada per Glenn Ford i Donald O'Connor. Està ambientada al Japó i rodada en gran part allà. La cançó del títol es canta durant els crèdits inicials per Miyoshi Umeki, que té un paper important a la pel·lícula. Està doblada al català.

## Argument
Durant la Guerra de Corea, Andy Cyphers un fotògraf de la Marina i el seu equip de tres homes ocupen una casa de geishes de Tòquio a on hi viuen quatre noies.

## Repartiment
- Glenn Ford com Andy Cyphers
- Donald O'Connor com Murray Prince
- Miiko Taka com Chiyoko
- James Shigeta com Suzuki
- Miyoshi Umeki com Harue
- Michi Kobi com Hanakichi
- Howard St. John com Vice Adm. Admiral B. Bennett
- Joe Flynn com MacIntosh
- Harriet E. MacGibbon com Mrs. Bennett
- Harlan Warde com Chaplain
- Nancy Kovack com Camile Cameron
- Ted Knight com tinent Glick
- Bill Quinn com Alan Lyman

## Recepció
Algunes de les crítiques va ser negatives. Un aspecte comunament assenyalat de la pel·lícula va ser l'humor desagradable que va empènyer els límits del que estava permès a la pantalla en aquell moment. Bosley Crowther, de The New York Times, va escriure que a la pel·lícula hi va haver "moltes ximpleries": "tonteria del tipus que denota un guionista desesperat a la feina... No us sorprengui, de fet, de res del que passi a aquesta pel·lícula, derivada d'una novel·la de George Campbell, que devia ser millor, almenys. I no us decebreu, ja que us han advertit solemnement". Variety va qualificar la pel·lícula de "decepció", amb un humor que era "desigual i en gran part baix, exagerat o evident, i les estrelles tenen molt poc en què enfonsar-se". Harrison's Reports va valorar la pel·lícula com a "Bona", amb "algunes de les línies més racistes que hem escoltat fins ara a la nova onada de pel·lícules per a adults" d'Amèrica. Aquest enfocament de la comèdia burlesca portarà nous crits dels censors aquells que demanen que les pel·lícules aquí siguin classificades". Roger Angell de The New Yorker va qualificar la pel·lícula com una "obra irritant, que em va fer venir ganes de plorar, d'acord, però no de felicitat". Charles Stinson, del Los Angeles Times, va qualificar la pel·lícula com "un esforç moderadament divertit, fins i tot si heu vist tots els seus gags tres dotzenes de vegades abans, cosa que sens dubte heu fet". Stinson va afegir que l'única cosa que va distingir Plorar d'alegria de moltes altres comèdies va ser el diàleg d'Irving Brecher, que era "professionalment elegant i brillant, però no va poder resistir-se a lligar-lo amb algunes de les escenes més rígides de doble sentit escoltades a la pantalla. The Monthly Film Bulletin va escriure: "Qualsevol pel·lícula que gasti la major part de les seves energies en una broma prolongada sobre fins a quin punt pots arribar amb una geisha difícilment podria deixar de ser tan sense encant i sense enginy com aquesta".